# Gnamptogenys biroi
Gnamptogenys biroi is een mierensoort uit de onderfamilie van de Ectatomminae. De wetenschappelijke naam van de soort is voor het eerst geldig gepubliceerd in 1901 door Emery.